# Gare de Chassart
Pour les articles homonymes, voir Chassart (homonymie).
La gare de Chassart est une ancienne gare ferroviaire belge de la ligne 131, de Y Bois-de-Nivelles à Fleurus et Y Noir-Dieu (Gilly) située près de Chassart hameau de la commune de Fleurus située en Région wallonne dans la province de Hainaut.
Elle est mise en service en 1876 par les Chemins de fer de l’État belge, ferme aux voyageurs peu après la Seconde Guerre mondiale (1956) et aux marchandises avant 1973[Quand ?].

## Histoire
La station de Chassart ou Wagnelée-Chassart est mise en service, le 20 septembre 1876 par l'Administration des chemins de fer de l’État belge (future SNCB) simultanément avec la section de Bois-de-Nivelles à Wagnelée-saint-Amand.
Elle est dotée d'un bâtiment des recettes de plan type 1873 doté d'une aile de trois travées à gauche et de plusieurs annexes et extensions à droite, ainsi qu'une aile de service évoquant le plan type 1895. L'extension du bâtiment contenant la cuisine date de 1887 ; l'agrandissement du bâtiment et la construction d'une lampisterie et d'un abri pour les ouvriers ont eu lieu en 1898.
La ligne de la Société nationale des chemins de fer vicinaux (SNCV) de Chastre à Mellet croisait le chemin de fer à cet endroit grâce à un pont métallique parallèle à celui de la route.
À partir de 1909, les Chemins de fer de l’État belge entreprirent de réaménager la ligne 131 pour y faire transiter des trains complets de minerai entre les mines de fer du bassin de Briey et les forges de Clabecq. La voie d’évitement et celle de garage étaient alors trop courtes pour accueillir le moindre train de marchandises. Une longue voie d'évitement sera réalisée et était toujours visible en 1973.
Le trafic des voyageurs est suspendu très tôt sur la ligne 131 : de 1945 à 1953. Chassart reste ouverte pour le trafic des marchandises mais était déjà fermée lorsque la SNCB fera fermer et démonter la section de Fleurus à Frasnes-les-Gosselies.
L'un des trafics importants après-guerre était le déchargement de pulpe de betterave issue de la sucrerie et de la distillerie voisines dans des wagons depuis le pont du vicinal adapté pour accueillir des tracteurs. La section de ligne de Fleurus à Frasnes-lez-Gosselies ferme définitivement en 1983, la gare de Chassart était déjà abandonnée dix ans plus tôt.
Le bâtiment de la gare est toujours présent en 1973 mais en ruine. Il a depuis été détruit. Le pont routier et celui du tramway vicinal existent toujours.
L'emplacement des voies, dans une tranchée, se trouve désormais sur une propriété privée, aménagé en jardin.

## Galerie de photographies

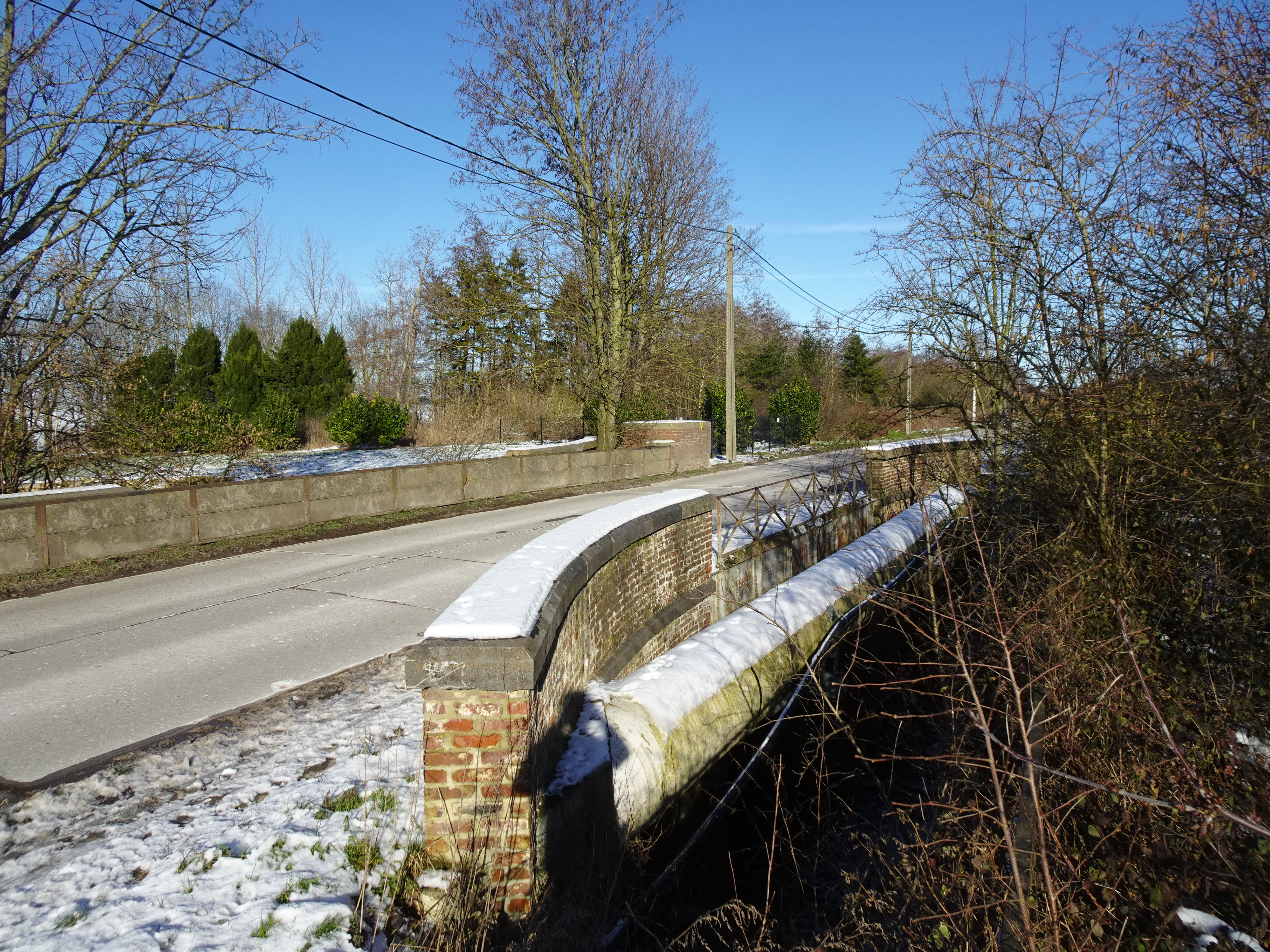
ancien pont routier à la sortie de la gare.
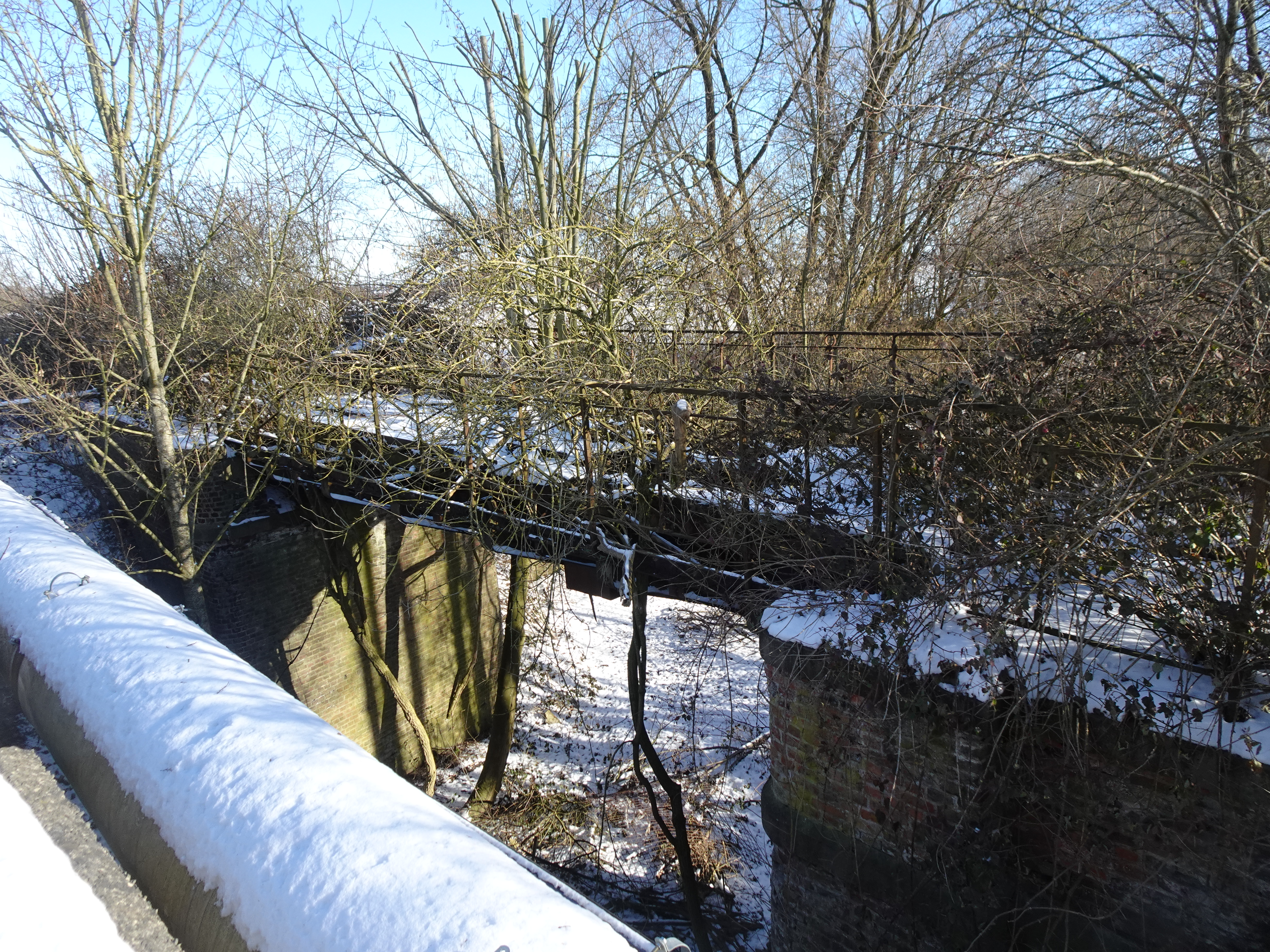
pont à l'abandon des Tramways Vicinaux.